# Víctor Espasandín

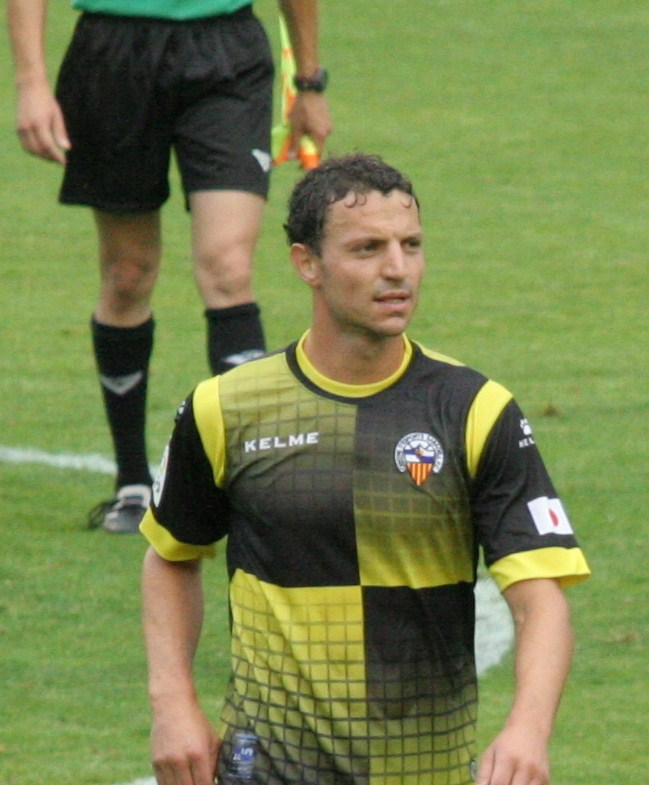
Víctor Manuel Espasandín Facal

Víctor Espasandín Facal (A Coruña, 16 maart 1985) is een Spaans voetballer. Hij speelt sinds 2010 als verdediger bij Omonia Nicosia.
Na periodes bij de jeugdelftallen van SD Compostela en Real Valladolid, brak Espasandín door bij de B-ploeg van zijn laatste jeugdelftal.  Hij mocht ook eenmaal meespelen met het A team van Real Valladolid, dat toen in de Segunda División A uitkwam.  Het daaropvolgende jaar verhuisde hij naar streekgenoot SD Ponferradina. Met deze club speelde hij in het seizoen 2006/2007 in de Segunda División A. Na de degradatie van SD Ponferradina naar de Segunda División B, vertrok Espasandín in juli 2007 naar FC Barcelona waar hij voor het tweede elftal ging spelen. Met Barça B werd Espasandín in 2008 kampioen van de Tercera División Grupo 5. In 2010 promoveerde hij met het team naar de Segunda División A. Kort na dit succes tekende Espasandín bij Omonia Nicosia, evenals Barça Atlètic's vice-aanvoerder José Manuel Rueda.

## Statistieken
| seizoen    | club              | land   | competitie                 | wed. | goals |
| ---------- | ----------------- | ------ | -------------------------- | ---- | ----- |
| 2005/06    | Real Valladolid B | Spanje | Tercera División           | ??   | ?     |
| 2006       | Real Valladolid   | Spanje | Segunda División A         | 1    | 0     |
| 2006/07    | SD Ponferradina   | Spanje | Segunda División A         | 7    | 0     |
| 2007/08    | FC Barcelona B    | Spanje | Tercera División Grupo 5   | 29   | 0     |
| 2008/09    | Barça Atlètic     | Spanje | Segunda División B Grupo 3 | 11   | 0     |
| 2009/10    | Barça Atlètic     | Spanje | Segunda División B Grupo 3 | 28   | 0     |
| 2010       | Barça Atlètic     | Spanje | Promotieplay-offs          | 5    | 0     |
| 2010       | Omonia Nicosia    | Cyprus | Eerste klasse              | 9    | 0     |
| Bijgewerkt | 31-07-2010        |        |                            |      |       |